# Holtgast (Naturschutzgebiet)
Holtgast ist der Name eines Naturschutzgebietes in der niedersächsischen Gemeinde Apen im Landkreis Ammerland.
Das Naturschutzgebiet mit dem Kennzeichen NSG WE 080 ist circa 34,6 Hektar groß. Es ist nahezu deckungsgleich mit dem FFH-Gebiet „Holtgast“. Das Gebiet steht seit dem 10. November 1942 unter Naturschutz. Zuständige untere Naturschutzbehörde ist der Landkreis Ammerland.
Das Naturschutzgebiet liegt westlich von Augustfehn und nördlich der Ortschaft Holtgast. Es wird von feuchtem Birken-Kiefern-Moor- und Bruchwald mit Weiden- und Gagelgebüschen geprägt. Insbesondere im Bereich eines Schlatts im Süden des Schutzgebietes auch Röhrichte und Großseggenriede zu finden sind. Hier siedeln unter anderem Schwimmendes Froschkraut, Flutender Sellerie, Flutende Moorbinse, Igelschlauch, Pillenfarn, Straußblütiger Gilbweiderich, Verkannter Wasserschlauch, Nadelsumpfbinse und verschiedene Torfmoose. Kleinflächig stocken im Naturschutzgebiet Eichenwälder mit Stieleichen.